# チシマザサ

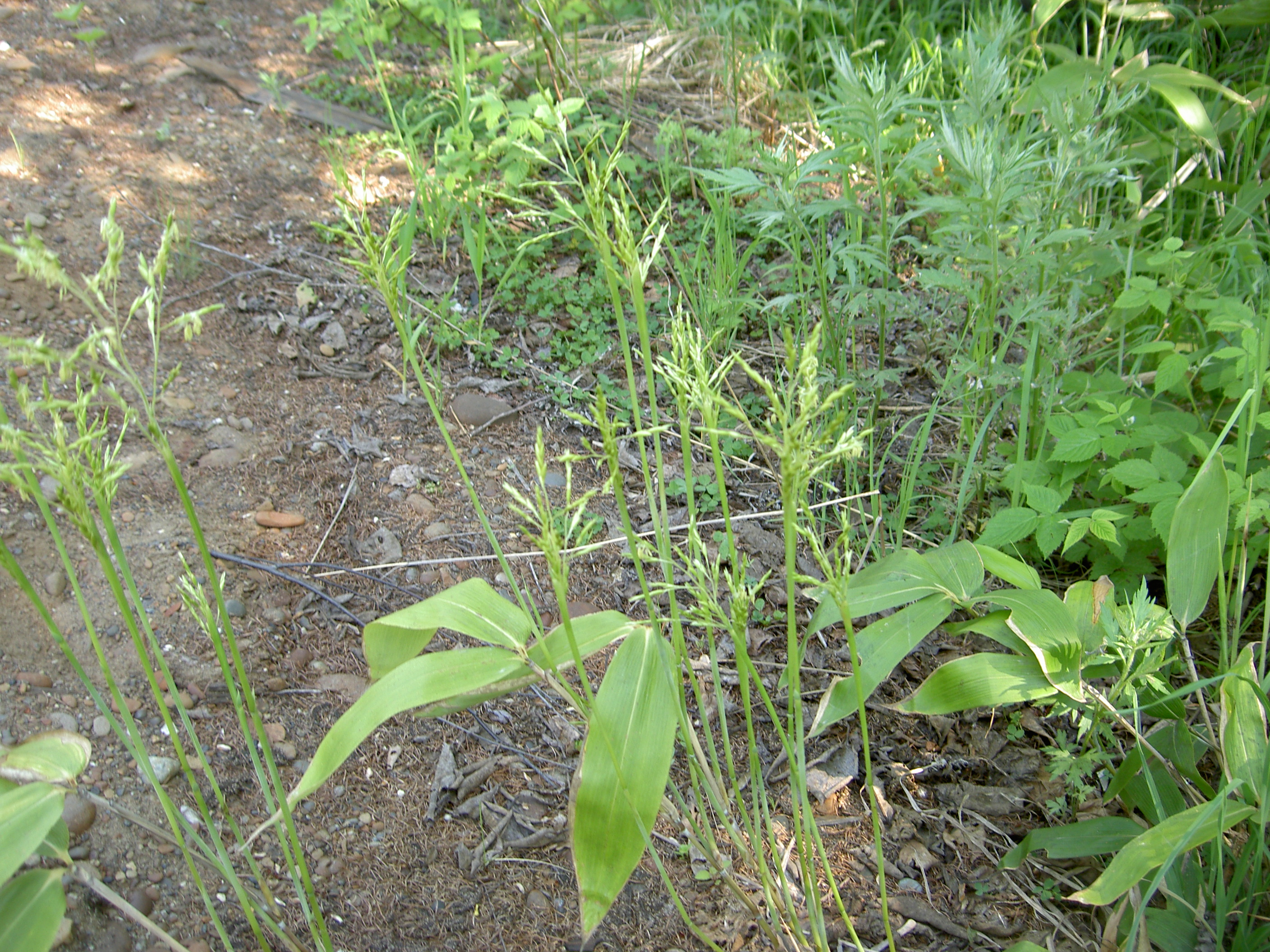
ロシア極東部のサハリン州にて撮影。

チシマザサ（千島笹、学名: Sasa kurilensis）は、イネ科タケ亜科ササ属に分類される、大型のササ（笹）の一種。高山地帯に生え、ササ類では最も北に分布する。タケノコはアクが少なく、食用にされる。
稈の基部が弓状に曲がっていることから、山菜名としてネマガリダケ（根曲竹、根曲がり竹）の別名があるほか、エチゴザサ、ガッサンダケ、クマイザサ、クマダケ、ジダケ（地竹）、ササダケ、チゴタケ、チゴダケ、ヤマタケなどともよばれる。

## 分布と生育環境
ササの仲間では最も北部に分布し、主な分布域は、朝鮮半島、日本の北海道・本州（東北地方・関東地方北部・長野県・鳥取県大山以北の日本海側）、千島列島南部、樺太（サハリン島）。山地の林下に群生し、特に日本海側ではブナ林内に大きな集団で群生する。主に標高1000メートル前後の山地は、山の斜面を埋め尽くすほどの大群落をつくることが多い。

## 形態・生態
5 - 6月ごろ、横に這った地下茎から新芽（タケノコ）が生えてくる。タケノコは細長く、皮は淡紫赤色で、横向きに出てから弓なりに伸び上がる。
稈（かん）の基部が湾曲して斜めに立って伸び上がり、笹としては大型で高さ 1 - 3メートル (m)、直径1 - 2センチメートル (cm) になる。根元は豪雪地における雪の重みで曲がるといわれている。節が多くあり、莢で包まれている。節はふくらまず、全体に毛がない。稈の先端部でひとつの節から1本ずつ密に枝分かれし、枝の先に葉が数枚つく。葉は長さ10 - 20 cmで、表面は緑色でつやがある。節や葉の裏面は無毛である。
花は穂状で、約60年に一度とめったに咲かないが、咲くときは群落全体が咲き、結実後、枯死する。
日本では、モウソウチク（孟宗竹）が全国規模で普及する時代以前、すなわち、薩摩藩支配下にあった琉球王国経由でモウソウチクが移入されるより前の時代には、チシマザサは日本を代表する竹・笹類の一つであった。

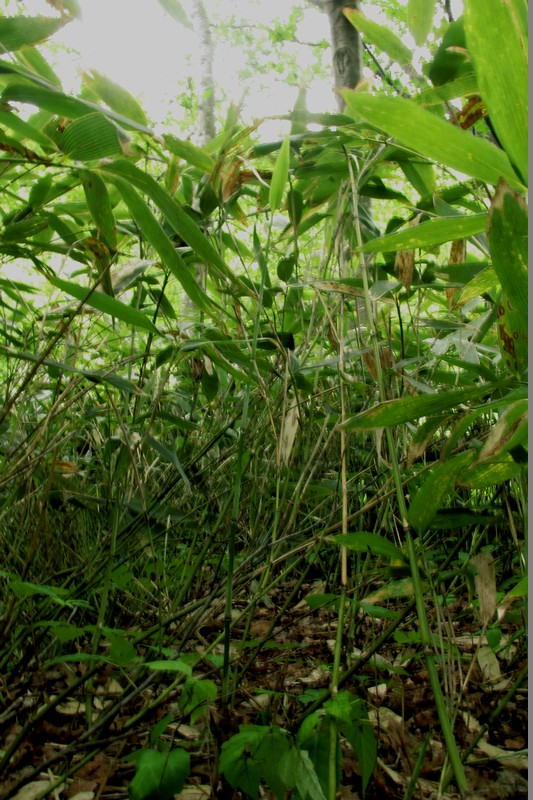
藪の中から見た全体
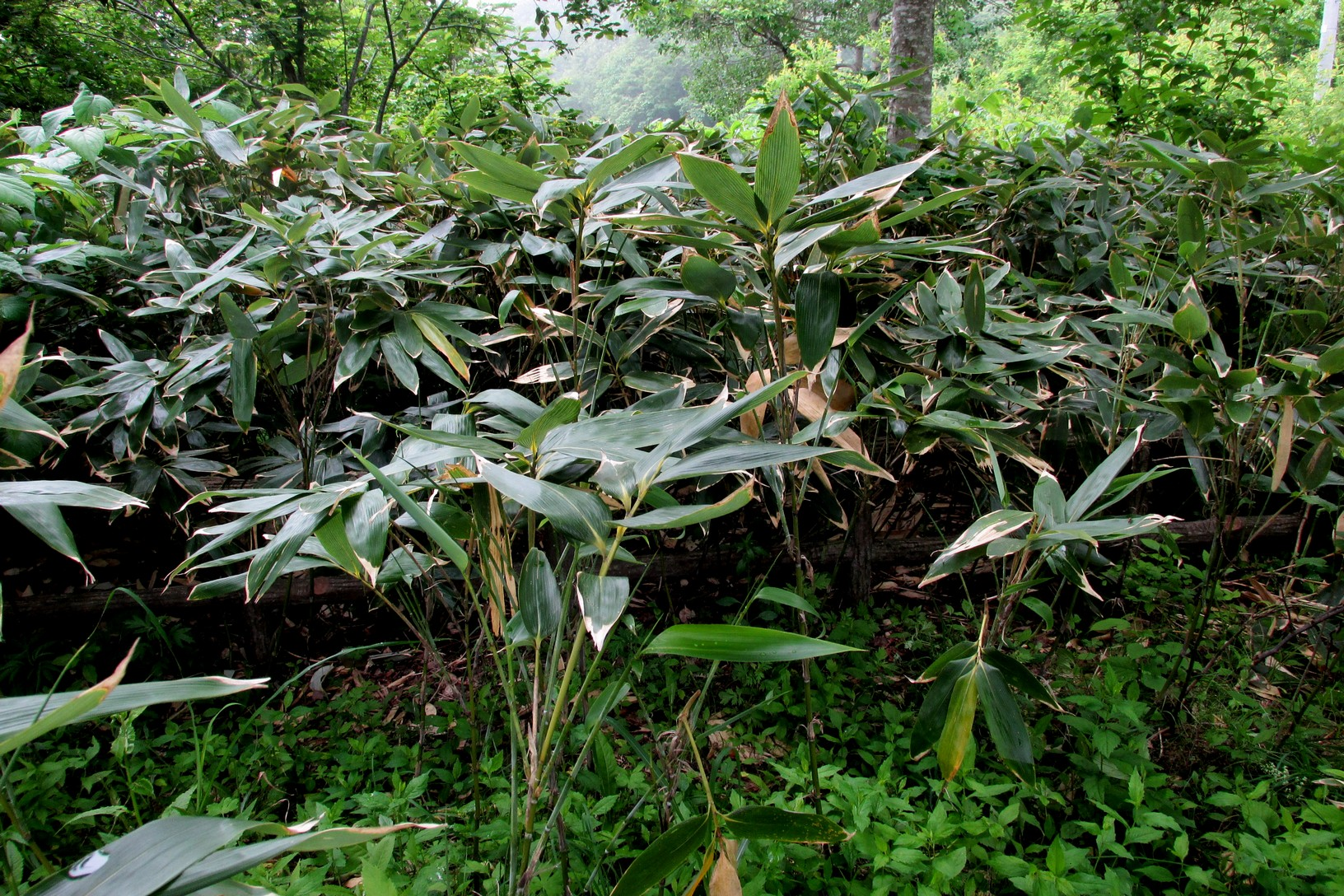
藪の外から見た外観
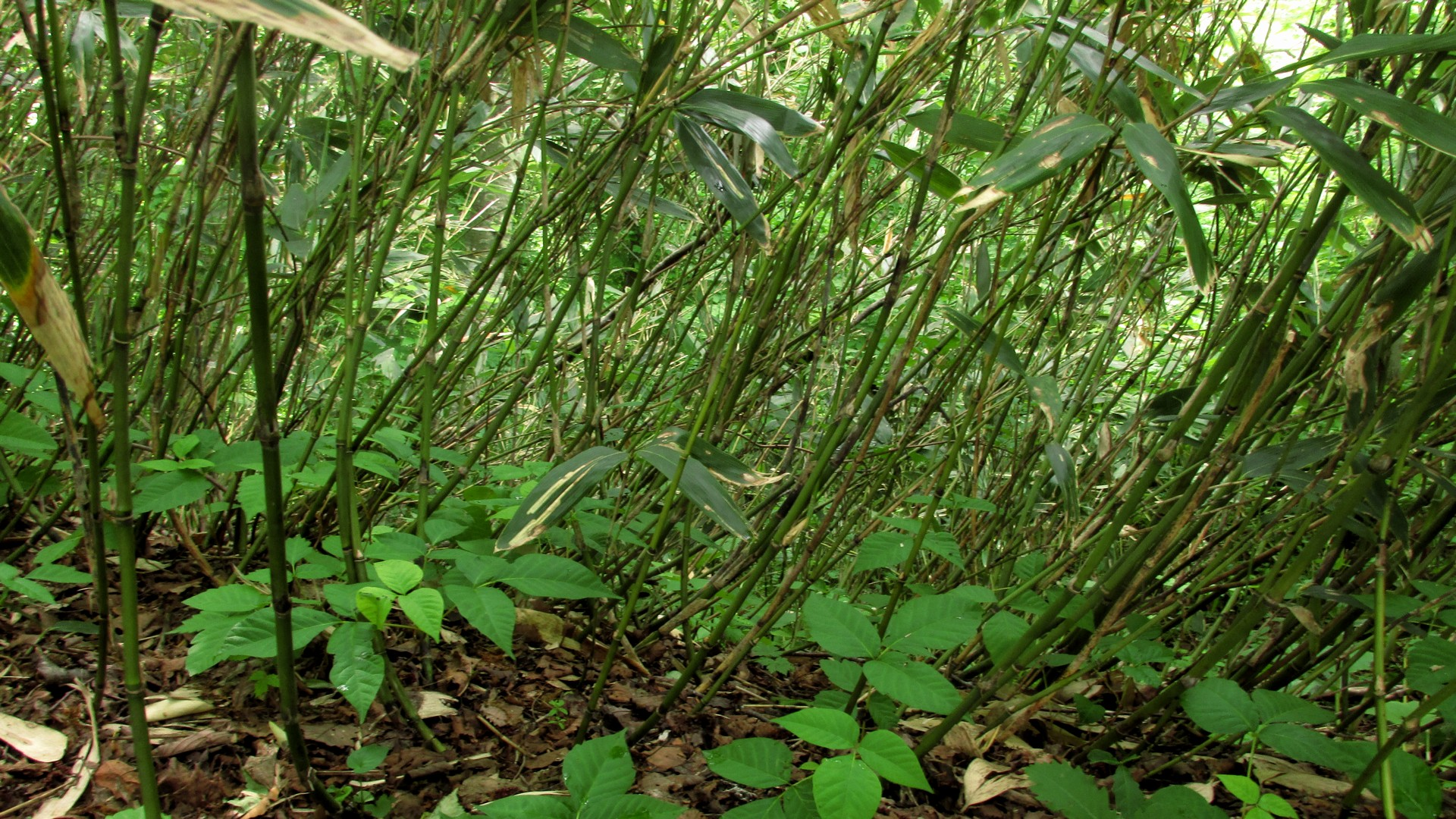
根元は土から斜めに生え出しており、ネマガリダケの由来である。

## 分類

### 下位分類
チシマザサの、変種を含む品種を列記する。
フォーム
- キアケボノネマガリ（黄曙根曲竹） f. kiakebono Muroi & Y. Tanaka ex Muroi & H. Okamura

葉の先端が黄色の曙状。
- ギンタイチシマ（銀帯千島笹） f. albostriata Muroi
- キンタイチシマ（金帯千島笹） f. aureostriata Muroi
- キンメイチシマ（金明千島笹） f. kimmei Muroi & Y. Tanaka ex H. Okamura & al.

稈が金明型（黄地に緑の縦筋）のタカラネマガリ。
- シモフリネマガリ（霜降根曲竹） f. Simofuri H. Okamura & al.

1968年（昭和43年）、兵庫県にある氷ノ山で、開花後の実生中から得られたものであり、葉に微小白点が霜降り状に無数に散在する。
- タカラネマガリ（宝根曲竹） f. takara Muroi & Y. Tanaka

稈や葉に黄緑条斑を持つ。
- チャボコンシマチシマ（矮鶏紺縞千島笹） f. chabokonshima Muroi & Y. Tanaka

矮性のキンメイチシマ。
- チャボマキバ（矮鶏巻葉） f. chabomakiba Muroi ex H. Okamura & Y. Tanaka

矮性のマキバネマガリ。
- チャボシモフリチシマ（矮鶏霜降千島笹） f. chaboshimofuri Muroi & Y. Tanaka

矮性のシモフリネマガリ。
- ノチザエキフネマガリ（後冴え黄斑根曲竹） f. notizaekifu Muroi & Y. Tanaka ex H. Okamura & Y. Tanaka
- マキバネマガリ（巻葉根曲竹） f. makiba Muroi & Y. Tanaka

葉がねじれる。
- ミイロチシマ（三色千島笹） f. tricolor Muroi & H. Okamura

変種
- エゾネマガリ（蝦夷根曲竹） var. gigantea Tatewaki
- ナガバネマガリダケ（長葉根曲竹） var. uchidae (Makino) Makino

## 利用
稈は農作物の支柱や竹細工に利用される。タケノコは食用にする。東北地方でタケノコとりといえば、チシマザサのタケノコ（ネマガリダケ）をとりに行くことを言い、春を代表する山菜として有名である。

### 食用
チシマザサの筍（タケノコ）は5 - 6月ごろに収穫でき、先端の3分の1（10 cmほど）が山菜として食べられている。タケノコは、生え際を持って左右に倒すと簡単に折れて採取できる。採れたての新鮮なものは灰汁が少ないので、皮を剥いて灰汁抜きせずに味噌汁や鍋、煮物、天ぷらにしたり、生で皮付きのまま焼いたあと、先端から湯気が出たら火からおろして皮を剥いて、醤油を落としたり味噌などをつけて食べたりする。収穫してから時間が経つとアクが強くなるため、大量に取れたら保存も考慮して、できるだけ早く皮ごと米のとぎ汁で煮て、水にとって皮を剥く。茹でたものはおひたし、あんかけ、田楽、和え物、卵とじ、煮物に、米と一緒に炊き込んでタケノコご飯にと、その利用範囲は広い。
北海道や富山県では、おでんの具として親しまれている。富山県では、すすたけと呼ばれ、富山おでんの具材として使われている。
東北地方ではネマガリダケ（タケノコ）をサケ（鮭）の水煮の缶詰と一緒に煮物にする。煮切った酒を加えた昆布だしでタケノコを煮て、やわらかくなったところに鮭缶を汁ごと開けて、ひと煮たちさせてから塩や醤油で味を調えて作られている。
同様に長野県北信地方と新潟県上越地方の山間部では、ネマガリタケ（長野県側の呼称）またはタケノコ（新潟県側の呼称、姫竹とも）と呼ばれるチシマザサの新芽が採れる時期に、サケではなくサバ（鯖）の水煮の缶詰と一緒に味噌汁にして食べる習慣がある。作り方や材料は各家庭によって違うが、基本は沸騰した鍋の中に、チシマザサと、缶詰から取り出した鯖を入れ、しばらくしてから地元特産の信州味噌あるいは越後味噌を入れ、ひと煮立ちさせて完成する。この味噌汁は、当該地域では春の特産として風物詩として親しまれている。
また産地の一つ青森県津軽地方の山間部で採取されるものはタケノコ（筍）と呼ばれ、当該地域では身欠にしんとワカメのみをともにした素朴な味噌汁として同様に親しまれている。

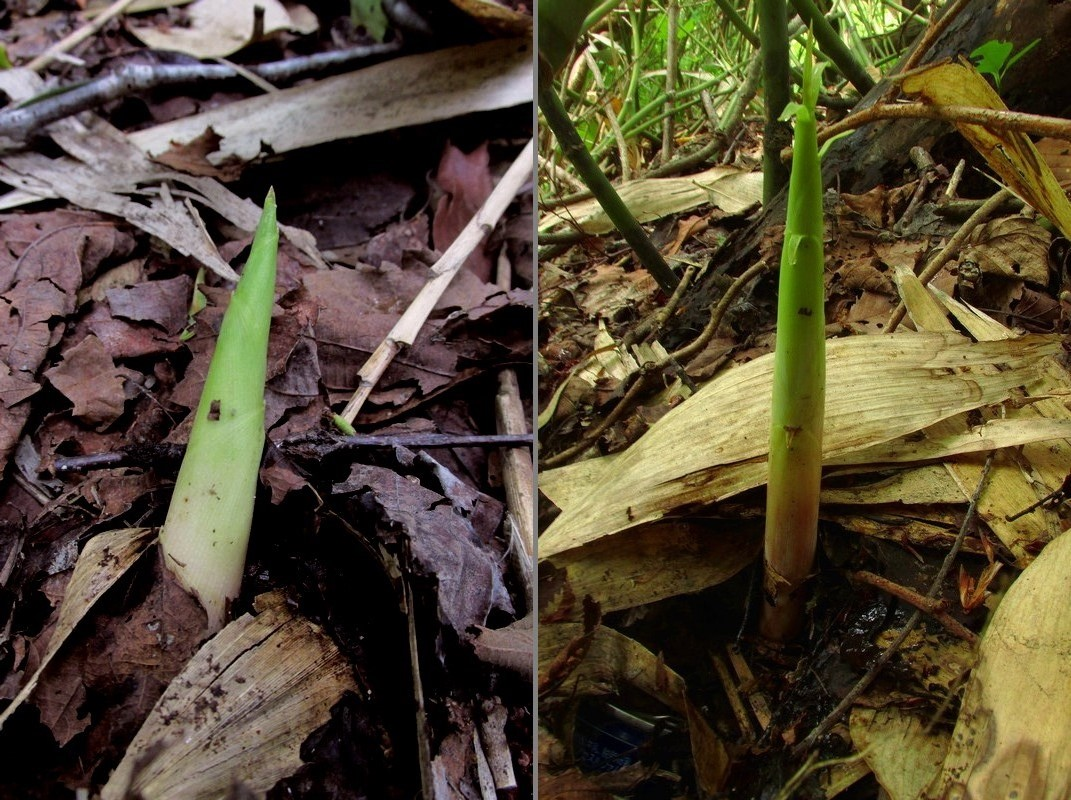
採取に適したタケノコを食用とする
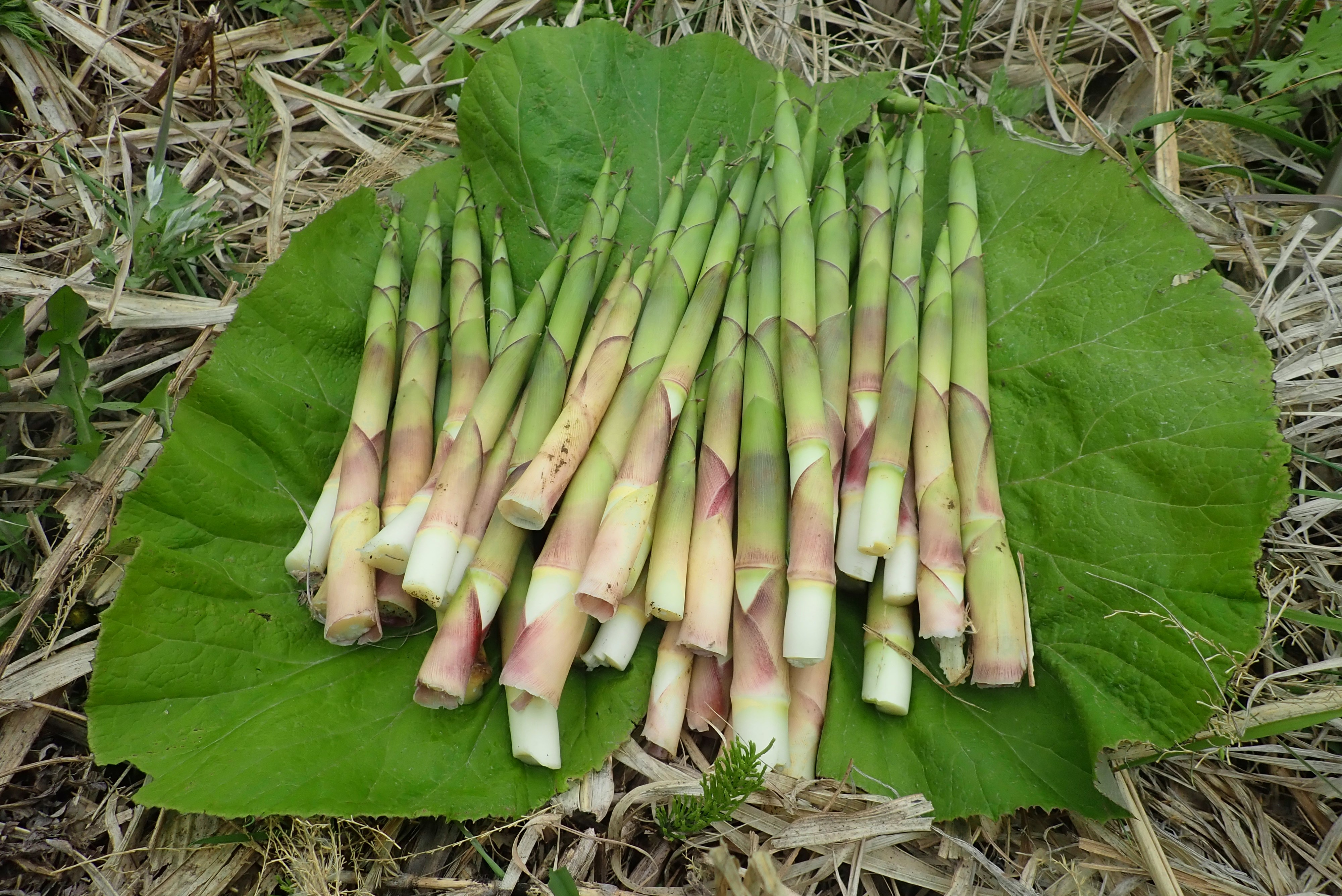
収穫したタケノコ
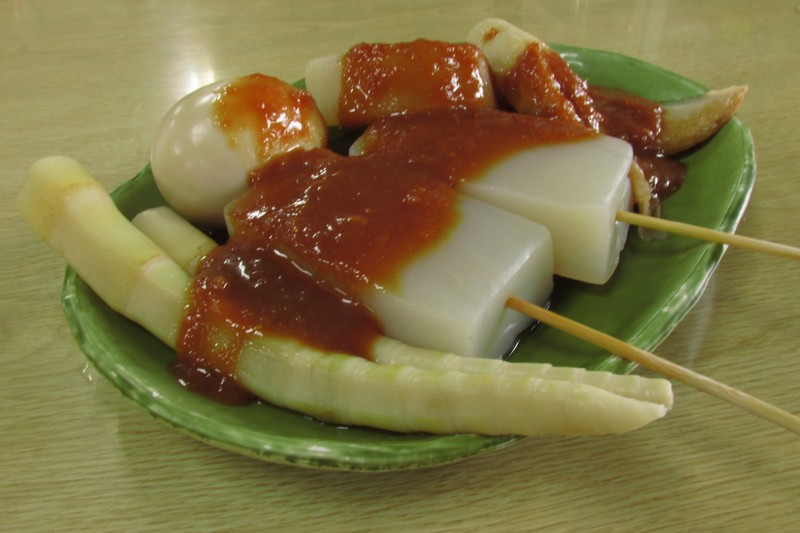
調理例（生姜味噌おでん）

### 道具の素材
かつては豪雪地の冬の家内作業の一つとして、かんじきや魚籠（びく）、籠などが作られた。チシマザサで作られたそれらの細工物は、堅牢かつ弾力性に富み、根強い愛好者もいるという。
チシマザサは、アイヌ語ではトㇷ゚と呼ばれる。アイヌはチシマザサを鏃の素材として用いた。鏃にトリカブトの根から得た矢毒を塗りこめ、アマッポ（仕掛け弓）に仕掛けてヒグマなど大型の獲物を狩った。また、アイヌ音楽の楽器のひとつ・ムックリ（口琴）はチシマザサから作られていた（現在では日本本土産のタケが使われる）。
シャープのラジカセでスピーカーに採用されていた「ホロファイン振動板」には、チシマザサの幼稈パルプが用いられていた。

### 薬用
春の新鮮な葉を採取して薬用にする。葉に含まれる葉緑素を利用し、胃炎への効果を期待して、葉を細かく裁断して水を適量加えてミキサーで青汁を作り、1回量5 - 10ミリグラム (mg)、1日当たり3回服用する民間療法が知られる。葉緑素、ビタミンC・K・B1・B2、カルシウムを多く含むため、血液中の弱アルカリ性化と、葉緑素の胃炎に対する効果が期待されている。また、ササの葉に含まれるサンソッコウ酸による殺菌・防腐作用があるため、食べ物を包むのにも利用される。